# (3453) Dostoevsky
(3453) Dostoevsky es un asteroide perteneciente al cinturón de asteroides, descubierto el 27 de septiembre de 1981 por Liudmila Karachkina desde el Observatorio Astrofísico de Crimea (República de Crimea).

## Designación y nombre
Designado provisionalmente como 1981 SS5. Fue nombrado Dostoevsky en honor al escritor ruso Fiódor Dostoyevski.